# Domenikos Padovas
Domenikos Padovas (griechisch Δομένικος Παδοβάς auch Padovanis Παδοβάνης, * 14. Juli 1817; † 9. März 1892) war ein griechischer Dirigent, Organist und Komponist der Ionischen Schule.
Der aus Korfu stammende, italienischstämmige, katholische Padovas nahm zunächst Unterricht bei Nikolaos Mantzaros und beendete seine Studien mit dem Diplom in Rom. Wieder zurück in Korfu trat er in das Konservatorium der Philharmonischen Gesellschaft Korfu ein, wo er als Lehrer arbeitete und nach Mantzaros’ Tod als Musikalischer Leiter wirkte. Außerdem war er als Organist in der katholischen Kathedrale tätig. Er schrieb mehrere Werke für das Musiktheater, darunter die dreiaktige Oper Dirce, figlia di Aristodemo auf ein Libretto des Italieners B. Monti, die 1857 am Korfioter Teatro San Giacomo uraufgeführt wurde, und den komischen Einakter Il Ciarlatano preso per Principe auf einen Text von Severiano Fogazzi. Außerdem komponierte er 14 Oden nach Petrarca, eine Hymne an Kapodistrias, Symphonien italienischer Prägung sowie zahlreiche Psalmvertonungen, kirchliche Hymnen und katholische Liturgien.